# Valtrovice
Valtrovice (in tedesco Waltrowitz) è un comune della Repubblica Ceca facente parte del distretto di Znojmo, in Moravia Meridionale.